# Pristimantis ledzeppelin
Pristimantis ledzeppelin — вид жаб родини Craugastoridae. Описаний у 2021 році.

## Назва
Вид названо на честь британського рок-гурту Led Zeppelin. Такою назвою автори таксона хотіли нагадати про дивовижну музику «однієї з найвпливовіших гуртів» в історії людства.

## Поширення
Ендемік Еквадору. Виявлений у гірському масиві Кордильєра-дель-Кондор в провінції Самора-Чинчипе на південному сході країни.

## Опис
Довжина тіла самців досягає 2,4 см, а самиць — 3,6 см. Від інших видів вони відрізняються мідно-червоними очима, складкою на лопатках, ростральним сосочком на морді і плямистою бугристою шкірою жовтого, помаранчевого, чорного і коричневого забарвлення.